# 抗日神劇
抗日神劇（簡体字表記：抗日神剧、拼音：kàngrìshēnjù〈日本語音写例：カァンリィーシェンジュゥ〉、日本語読み：こうにち しんげき）とは、中華人民共和国のインターネットユーザーによるスラングで、中国で製作される日中戦争（中国側の呼称は抗日戦争）などをテーマにしたテレビドラマのなかで、荒唐無稽なストーリーの作品を表す。日本語では「抗日神ドラマ」「反日神ドラマ」という意訳もある。
中国だけではなく、中国語話者の多い東南アジアや北アメリカなどでも衛星放送テレビやインターネット配信などで視聴されている。

## 製作背景
中国では民間のテレビ番組の内容について国家新聞出版広電総局が放送前に検閲を行っており、普通話への吹き替えと合わせて台詞が大きく変更され、リップシンクが破綻していることも多い。しかし内容が「反日」的であれば規制が緩くなるとされ、第二次世界大戦中の中国大陸を舞台に中国人が日本兵（日本軍兵士）を撃退する「抗日ドラマ（反日ドラマ）」というジャンルが一定数製作されていた。これらの一部は、「（インターネット上で）人気のあるドラマ」や「不思議なお笑いドラマ」を意味する中国語インターネットスラングである「神劇と「抗日」を組み合わせて「抗日神劇」と通称されるようになった。
このような作品が増えた要因の一つとして、放送の規制が厳しい中国では比較的自由度が高いことや、テレビ視聴層の高齢化によって高齢者向けのコンテンツが求められたが、抗日ドラマは他ジャンルよりも製作が容易で派手なアクションを入れやすいという利益重視の姿勢があるという。
広電総局では共産党の決定した「正史」とは異なる展開を禁止しているため、日中戦争を題材としたプロパガンダ作品は日本と戦った中国人や共産党を美化・英雄視することでナショナリズムを煽る内容であり、抗日神劇のような荒唐無稽な要素はない。

## 内容
当初は共産党が主導するプロパガンダ作品のような「典型的な抗日ドラマ」が中心であった。
規制の緩さと視聴率に目を付けた制作側は、次第に「武術の達人がカンフー映画のようなワイヤーアクションで日本兵をなぎ倒す」「男が単身で日本軍の基地に乗り込んで壊滅させる」「地上から投げた手榴弾で戦闘機を撃墜する」など、荒唐無稽なアクションを追求したり、「手刀打ちで日本兵の体を切り裂く」「少女が全裸になって八路軍に敬礼する」など、過剰なグロテスクやエロスを売り物にした作品が濫造されることになった。また、娯楽性を重視したため、1942年ごろの時代設定でありながら戦国大名の武田信玄や平成時代の総理大臣・小泉純一郎が登場する、日本軍に「女性将校」や「忍者部隊」が存在するなど、史実を無視していたり、「横書きの平仮名が並んだ戦死公報」「適当なデザインの軍服や装備」「中国語を流暢に話したり、中国武術特有の刀さばきで日本刀を使う日本兵」など、雑な時代考証も目立つ。プロットの粗さも目立ち、「私のおじいさんは9歳のとき日本人に虐殺された。私は日本鬼子を恨む! 」「同志よ、8年間の抗日戦が今始まろうとしているぞ! 」「抗日戦も7年目に入った。最後の1年だ。諦めるな! 」「800里から撃てば鬼子の機関銃射撃手をやっつけられる」「各人が爆薬150キログラムを携行せよ! 」などといった、理屈の通らない台詞も多い。
女性層を意識し、「日本軍のイケメンリーダーと中国の女性工作員が恋に落ちる」という恋愛ドラマ的要素を盛り込んだ作品も多く製作された。
反日作品でありながら、黒崎一護（日本の漫画『BLEACH』の主人公）や貞子が登場したり、『ONE PIECE』の要素を取り入れるなど、日本のサブカルチャーに影響された作品も存在する。

## ブーム
2012年だけでも200以上の作品が製作されるほどのブームにより、日本兵役が不足したため、同じ日本人俳優が多数の作品で同じ（歴史上の）人物を演じていたり、作品によっては日本語を話せない中国人が演じていることも多い。それでもモブキャラクターとしてまとまった数が必要であるため、日本兵役の中国人エキストラの史中鵬は、普段でも一日7〜8回、最も多い時には一日で31回も死ぬシーンを演じたという。三浦研一、矢野浩二、渋谷天馬、塚越博隆ら、中国で活動する日本人俳優は悪役の常連となったため、皮肉にも中国での知名度が上昇したが、「極寒の雪中行軍の最中、馬から飛び降りて娘を強姦する」という不自然なシーンに対して抗議するも聴き入れられなかった塚越、オーディションに挑むも「痩せすぎで、怖くない。日本兵に見えない。」という理由で不合格になることが多かった渋谷など、彼らは製作側の「悪い日本兵」というイメージに対して複雑な感情を抱いている。抗日ドラマで日本兵役を演じるのに疲れてしまった矢野は、2008年からバラエティー番組の司会を始め、「日本鬼子」と呼ばれることは少なくなったが、どのようなドラマであろうと日本人の役は必ず最後に死んでしまうのが気になると語る。塚越はある村でロケ撮影中に高齢女性が「この小日本鬼子め!」と叫びながら襲ってきたこともあると言う。塚越は先述の雪中行軍での演技の際も「君は分かっていない。当時の日本兵はこんな風だったんだ」と“正しく理解して演じる”よう監督から諭されているくらいで、製作陣や（それは一部かも知れないが）一般視聴者の反日意識の根深さを感じざるを得ないという。日本人俳優は撮影スタッフから「日本人が悪いことをしたのだからおまえが代わりに謝れ」と言わんばかりの態度を執られることもあるという。ブームの最中にあった2009年に中国人ブログ「慎言」に掲載された反日記事「妄想の中国映画」は、「近年の抗日戦争映画は日本兵を可愛げで馬鹿っぽく描くことが多く、あまりにも現実離れしている」と批判し、日本鬼子の描写は本来の「貪欲で、残虐で、非人間的」なものでなければならないと主張していた。 
製作現場を知らない日本人はと言えば、この件について深く考える者はほとんどいなかった。中国本土在住の日本人は普段から抗日神劇を見聞きしていたわけであるが、特に批判することなくコメディ作品と見做してほとんど無関心という態度が多かったという。抗日神劇に批判的な中国人は、中国在住の日本人はさすがに怒っているに違いないと危惧していたため、緩い反応が意外であったらしい。日本国内の日本人の場合は、荒唐無稽な内容が話題となり、2018年（平成30年）に解説書『中国抗日ドラマ読本：意図せざる反日・愛国コメディ』が出版されるなど、批判するよりもコメディ作品と見做す者が、これはマスメディアも含めて当初から多かった。大半の日本人にとって中国が反日教育を続けていることは周知の事実で、今さら気持ちも新たに怒ってみせるようなことでもなく、むしろ呆れて笑ってしまうというのが本当のところであった。抗日ドラマを愛国コメディであるとする解説書の観点に得心する中国人の声もあった。もっとも、中国のニュースアプリ「今日頭条」のSNSでは、「日本が戦後、戦争についての教育を行ってこなかったためではないか」との主張がある。他方、解説書の出版に当たって、普段から抗日神劇に批判的な中国人からは「我が国の恥が海外に曝されてしまった」と嘆く声も多く聞かれた。また、中国のネットユーザーは、ゲームや動画など特に取り締まるに当たらないものまで禁止する一方、反日イデオロギーのために抗日ドラマだけを放任している検閲当局に非難の矛先を向けもした。この世論を受けて異例なことに中国政府系メディアが抗日ドラマを非難し始め、中国共産党機関紙・人民日報系の『環球日報』電子版までもが「（抗日ドラマで）恥をかいた」と記した。また、『中国青年報』は評論記事で「馬鹿馬鹿しい抗日ドラマは歴史を歪曲した」と批判した。 

## 規制
過激化する作品に対し、政府の干渉を受けない独立系メディア（新唐人電視台など）だけでなく、製作側からも疑問視されていたが、ついには『人民日報』に抗日神劇の過度な商業化を問題視する論評が掲載され、2013年5月には担当局が審査に出された作品に対し、編集のやり直しを命じている。
2013年以降はブームが去ったことで視聴率が低下したことに加え、近年の共産党が外交に悪影響を及ぼす過度な反日感情を言論統制の対象とする方針に転換し、当局の事前審査が厳格化されたため、製作本数は減少傾向にある。
中国共産党上海市委員会機関紙『解放日報』は、2019年9月1日、抗日神劇を「雷劇（簡体字表記：雷剧、拼音：léijù〈日本語音写例：レェィジュゥ〉、日本語読み：らいげき）」と称したうえで、歴史認識においても文化面においても中国人と日本人の関係においても「軽視できないネガティブな影響がある」と強く批判した。
2020年7月16日、国家広播電視総局が発表した「抗戦75周年を記念するテレビドラマの放送手配を行うための通知」にて「常識や社会通念に反する、歴史を勝手に解釈したドラマ化、抗戦を過度に娯楽化したテレビドラマ」の放送を禁じると発表した。